# Ulrich Eisenfeld

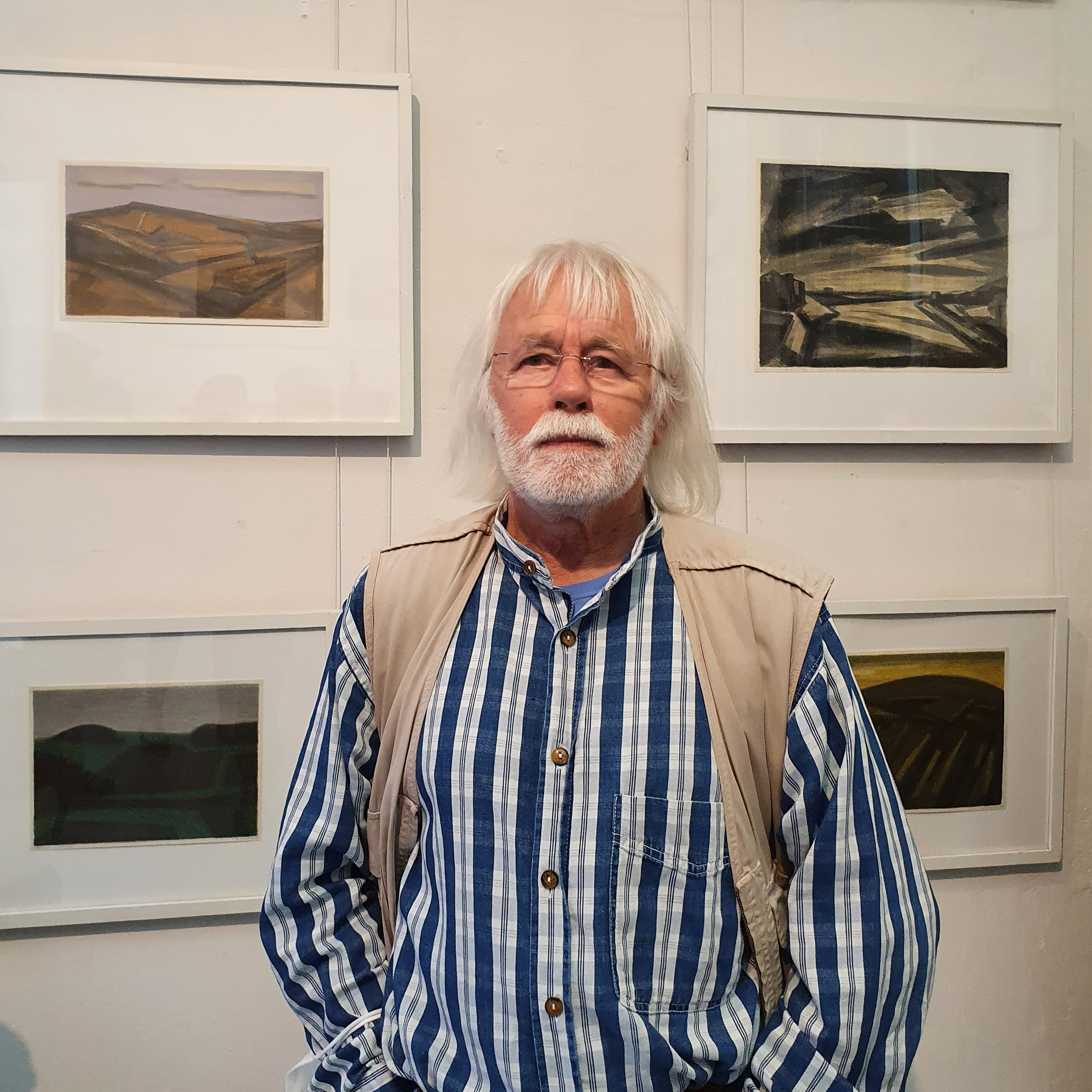
Ulrich Eisenfeld im Jahr 2021

Ulrich Eisenfeld (* 16. Oktober 1939 in Falkenstein/Vogtl.) ist ein deutscher Maler, Zeichner und Grafiker.

## Leben und Wirken
Ulrich Eisenfeld wurde 1939 im Vogtland als zweites von fünf Kindern von Frieda (1905–1988) und Fritz Eisenfeld (1901–1974) geboren. Sein Vater, der als Justizbeamter gearbeitet hatte, wurde nach seiner Entlassung aus amerikanischer Kriegsgefangenschaft in der SBZ im sowjetischen Speziallager Nr. 1 Mühlberg interniert, aus dem er 1949 als Invalide zurückkehrte. Der ältere Bruder Hans (1930–2022) war Sänger der Solistenvereinigung des Berliner Rundfunks und Rundfunksprecher. Die beiden jüngeren Brüder, die Zwillinge Bernd (1941–2010), Bankkaufmann und Absolvent einer Fachschule für Finanzwirtschaft, und Peter (1941–2022), ein Geologe, waren DDR-Oppositionelle. Seine jüngere Schwester Brigitte Eisenfeld (* 1945) war von 1972 bis 2010 Sopranistin an der Staatsoper Unter den Linden.
Von 1953 bis 1957 absolvierte Ulrich Eisenfeld eine Bergmannslehre und arbeitete als Hauer im Steinkohlenbergwerk Martin Hoop in Zwickau. Von 1957 bis 1959 besuchte er die Arbeiter-und-Bauern-Fakultät der Bergakademie Freiberg und direkt im Anschluss die Arbeiter-und-Bauern-Fakultät der Hochschule für Bildende Künste Dresden (HfBK). An der HfBK studierte er von 1960 bis 1965 Malerei. 1965 wurde er Mitglied im Verband Bildender Künstler der DDR und arbeitete als freischaffender Maler. 1966 heiratete er Karin Merbitz und der Sohn Jan wurde geboren. Seinen Lebensunterhalt verdiente sich Eisenfeld als Obstpflücker, Anstreicher, Mitarbeiter im Kupferstichkabinett Dresden, Messearbeiter, Trickfilmgestalter und Restaurator. Eine im Jahr 1969 im Leonhardi-Museum Dresden geplante Ausstellung, gemeinsam mit Werken von Jochen Aue, wurde in der Vorbereitungsphase von der Stasi verboten. Man vermutet einen Zusammenhang mit dem im selben Jahr gegen die Eisenfeld-Brüder Ulrich, Bernd und Peter eröffneten Operativen Vorgang (OV) „Maler“ seitens der Stasi wegen des Verdachts der Bildung einer staatsfeindlichen Gruppe.
Seine Einzelausstellung im Rahmen der Rossendorfer Klubabende (ROK) und Ausstellungen im Zentralinstitut für Kernforschung Rossendorf (ZfK) im Jahr 1977 fand wohlwollende Aufnahme bei den Mitarbeitern des ZfK sowie Gästen, denen problemlos Zutritt gewährt wurde.
In den Jahren 1971 bis 1981 schuf Eisenfeld in seinem Atelier in Kreischa am Fuße des Wilisch vor allem Landschaftsbilder in Farbsteindruck oder Pastell. 1978 richtete er eine Lithografiewerkstatt zusammen mit Günther Torges und Siegfried Winderlich ein. 
Zu den Schikanen von staatlicher Seite zählte ein unbegründetes Reiseverbot in die ČSSR im Oktober 1979. Um, wie er schrieb, die „Einheit von Menschsein und künstlerischer Tätigkeit zu bewahren“, stellte er einen Ausreiseantrag, dem im Juli 1981 stattgegeben wurde. Zunächst lebte und arbeitete er in Westberlin und hatte von 1983 bis 1986 ein Atelier in Goslar. Seit 1985 arbeitete er jedes Jahr für mehrere Monate in Furudals Bruk, einer ehemaligen Eisenhütte in Furudal, einem schwedischen Ort in der Provinz Dalarna. Von dort führten ihn Reisen in das ferne Lappland, das sein malerisches Naturell in besonderer Weise anregte.
Im Jahr 1991 kehrte er nach Sachsen zurück und er richtete sich ein Atelier in Lungkwitz bei Kreischa ein. Seine Bilder wurden in Ausstellungen in Deutschland, Spanien, Schweden, Polen, Belgien, der Schweiz und Österreich gezeigt. Werke Eisenfelds befinden sich in öffentlichen und privaten Sammlungen, unter anderem im Kupferstichkabinett Dresden.
Eisenfelds Sohn Jan (* 1966) ist als freischaffender Fotograf und Grafikdesigner tätig. Eisenfeld war mit den Malern Günther Torges (1935–1993), Manfred Richard Böttcher (1939–2008) und Siegfried Winderlich (1940–2023) befreundet.

## Rezeption
Der Kunstkritiker Lothar Lang bezeichnete Eisenfeld als "malerischen Grafiker"
Der Kunsthistoriker Diether Schmidt schrieb 1994: Ulrich Eisenfeld ist allmählich zu einem der gewichtigen Intimisten herangewachsen. Intimismus meint die ideologieferne, auf neue Vergewisserung an der Wahrheit der fünf Sinne konzentrierte romantisch gegenständliche Kunst, die im DDR-östlichen Deutschland gegen die Doktrinen des „sozialistischen Realismus“ seit den sechziger Jahren entwickelt wurde. Eisenfeld war da schon Schüler der Gründer um Kettner und Stötzer, Aue und Wittig.
In seinen Pastellen ist die Horizontale das hauptsächliche Kompositionselement, die durch sparsame Rundformen und Diagonalen betont wird. Eisenfelds Kunst lebt aus dem Einklang mit dem Stirb und Werde. Seine hohen Himmel mit den diagonal darüberziehenden oder sturmgejagten Wolken raunen heimlich in Zwiesprache mit den Himmeln Caspar David Friedrichs und Blechens und Turners. Vor seinen Bildern wagen auch wir den Dialog mit der Natur und mit den Menschen neben uns.

## Ausstellungen (unvollständig)
- 2024: Galerie Kunstgehæuse, Dresden, Romantisch-Konstruktiv[8]
- 2022/2023: Galerie Eisenfeldt.de, EISENFELDT4, 4 Menschen | 4 Künstler | 1 Name, FineArt-Fotografie, Musik und Malerei. Mit Arbeiten von Erik Eisenfeldt, Philip Eisenfeldt (Musik), Ulrich Eisenfeld und Jan Eisenfeld[9]
- 2021: Galerie Akanthus, Leipzig
- 2021: Galerie am Damm, Dresden, Ulrich Eisenfeld und Freunde
- 2019: Galerie Himmel, Dresden
- 2018: Galerie in der Zentralbibliothek Dresden, mit Jan Eisenfeld
- 2017:
  - Galerie am Damm, Dresden, mit Jan Eisenfeld,[10] Fotopigmentdruck, Malerei
  - Galerie Budissin, Bautzen
- 2016: Galerie im Schloss Falkenstein (Vogtland)
- 2015: Europäische Akademie Berlin, mit Jan Eisenfeld
- 2014: Museum Osterzgebirgsgalerie im Schloss Dippoldiswalde
- 2012:
  - Galerie am Blauen Wunder, Dresden
  - Ostsächsische Sparkasse, Freital
- 2011: Sächsische Landesärztekammer, Dresden
- 2010: Kunstausstellung Kühl, Dresden
- 2009:
  - Galerie am Damm, Konstruktiv zum 70. Geburtstag, Malerei/Grafik
  - Ernst-Rietschel-Kulturring e. V., Ernst-Rietschel-Haus, Pulsnitz
- 2008:
  - Museum Osterzgebirgsgalerie im Schloss Dippoldiswalde
  - Galerie Am Plan, Pirna
- 2007
  - Kunstverein Rostock
  - Gottfried-Benn-Bibliothek, Berlin-Zehlendorf
- 2006: Kloster Benediktbeuern, Oberbayern
- 2005: Richard-Wagner-Stätten Graupa
- 2004: Kunstausstellung Kühl, Dresden
- 2002:
  - Kunstscheune Barnsdorf
  - Galerie am Schloss, Weimar
  - Galerie Seywald, Salzburg
- 2001: Kunsthalle Furudals Bruk, Schweden
- 1999: Mönchehaus Museum Goslar
- 1998: Galerie am Damm, Dresden
- 1996: Kloster Benediktbeuern, Oberbayern
- 1995: Stora Museum Falun, Schweden
- 1994: Leonhardi-Museum, Dresden
- 1993: „Berliner Kunst jetzt“, Ausstellung der Künstlergilde
- 1991: Arbeiten auf Papier, Künstlergilde 91, Ostdeutsche Galerie Regensburg
- 1990: „Ausgebürgert“, Albertinum, Staatliche Kunstsammlungen Dresden, Beteiligung
- 1989:
  - Galerie der Europäischen Akademie, Berlin
  - Hermann-Ehlers-Akademie, Berlin (zwei Tage nach dem Mauerfall)
- 1988: Schloss Dätzingen, Grafenhau
- 1987: Kunstamt Steglitz, Berlin
- 1985: Kulturhaus Rättvik, Schweden
- 1984:  Mönchehaus-Museum für Moderne Kunst, Goslar
- 1983:
  - Galerie Vesan Santa Cruz, Spanien, mit Arturo Walb und Friedhelm Boden
  - Adenauer-Haus Bonn und Kleine Orangerie im Schloss Charlottenburg, Berlin: Kunst im Widerspruch – Bilder aus der DDR, Beteiligung
  - Deutschlandhaus Berlin
- 1982: Kleine Orangerie im Schloss Charlottenburg Berlin, mit Arturo Walb (Plastik)
- 1979: „100 ausgewählte Grafiken“, Staatlicher Kunsthandel der DDR, Beteiligung in Dresden, Suhl, Rostock, Halle, Berlin
- 1978: Clubgalerie Magdeburg, mit Manfred Richard Böttcher
- 1977:
  - Zentralinstitut für Kernforschung Rossendorf
  - Galerie Nord, Dresden

- 1974 und 1979: Bezirkskunstausstellung Dresden

- 1974: Galerie im Kulturhaus, Meerane
- 1971: Leonhardi-Museum Dresden, mit Horst Leifer, Wolf-Eike Kuntsche, Bärbel Kuntsche und Peter Herrmann
- 1969: Klub der Intelligenz „Victor Klemperer“, Dresden
- 1967:
  - Kulturbundhaus Ahrenshoop
  - Haus der Kulturschaffenden „Die Möwe“, Berlin
- 1966: Cottaclub, Freiberg/Sachsen

## Museen und öffentliche Sammlungen mit Werken Eisenfelds
- Kupferstichkabinett Dresden[11]
- Berlinische Galerie
- Kunstforum Ostdeutsche Galerie Regensburg
- Mönchehaus Museum Goslar
- Stora Museum Falun, Schweden
- Kunstverein Orsa, Schweden
- Neuer Berliner Kunstverein, Artothek
- Kunstfonds des Freistaats Sachsen,  Dresden[12]
- Berliner Kunstämter: Zehlendorf, Steglitz, Reinickendorf, Charlottenburg
- Lohgerber Museum & Galerie Dippoldiswalde[13]
- Landesvertretung Sachsen, Berlin
- Sächsisches Staatsministerium für Wissenschaft, Kultur und Tourismus
- Kunstsammlung der Sächsischen Landesärztekammer Dresden
- Sammlung der Ostsächsischen Sparkasse Dresden
- Kunstsammlung des Norddeutschen Rundfunks